# Emma Myles
Emma Myles é uma atriz estadunidense, reconhecida por interpretar Leanne Taylor em Orange Is the New Black.

## Filmografia

### Cinema
| Ano  | Título               | Papel                   |
| ---- | -------------------- | ----------------------- |
| 2007 | First Born           | Katelyn                 |
| 2008 | The Beverages        | Steve's Annoyed Liaison |
| 2008 | Spinning into Butter | Anika                   |
| 2010 | Please Give          | Estudante               |
| 2012 | Girl Most Likely     | Hippie                  |
| 2014 | Child of Grace       | Dana Edwards            |

### Televisão
| Ano  | Título                            | Papel            |
| ---- | --------------------------------- | ---------------- |
| 2004 | Law & Order: Special Victims Unit | Lizzie Jones     |
| 2006 | Conviction                        | Kim Scanton      |
| 2009 | Law & Order: Special Victims Unit | Starla           |
| 2011 | How to Make It in America         | Metal Head Chick |
| 2013 | Orange Is the New Black           | Leanne Taylor    |